# Govern de les Illes Balears 2015-2019
El Govern de les Illes Balears de la novena legislatura (2015-2019) fou un govern de pacte del Partit Socialista, MÉS per Mallorca i Més per Menorca fruit d'un acord d'aquests partits amb Podem i Gent per Formentera. Aquest executiu va prendre possessió dels càrrecs el 2 de juliol de 2015.

## Composició

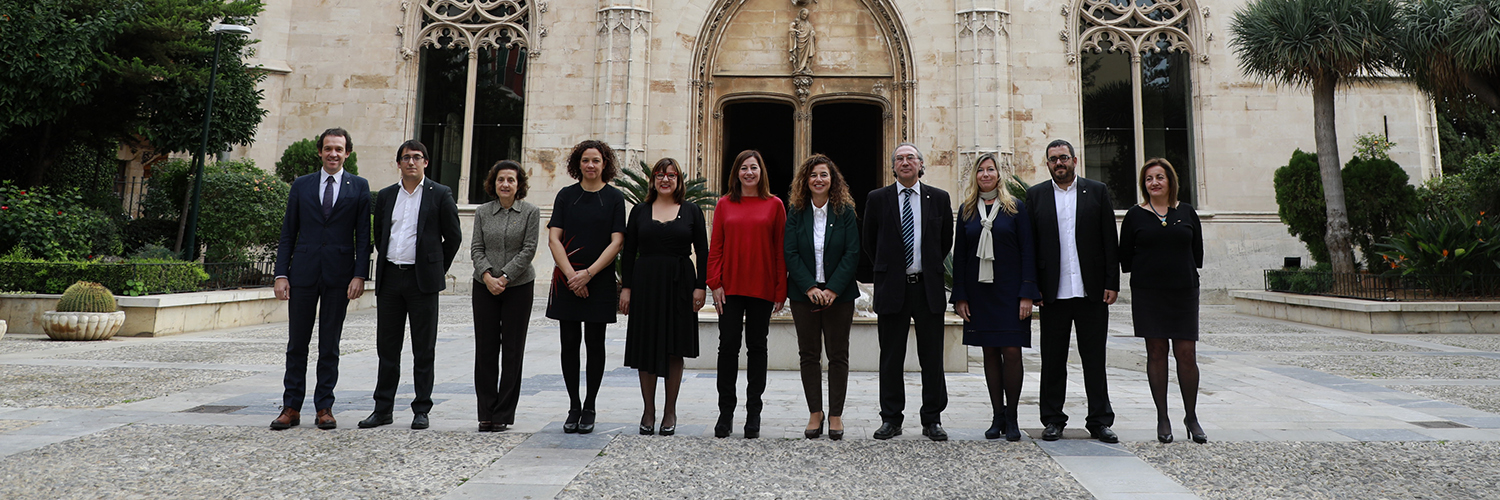
Foto de grup de tots els membres del Govern de les Illes Balears després de la remodelació del 18 de desembre de 2017 amb l'entrada de Bel Busquets com a nova vicepresidenta i consellera d'Innovació, Recerca i Turisme.

PresidentaFrancina Armengol Socías (PSIB-PSOE)
| Departament                                                             | Titulars                             | Titulars                             | Titulars                             | Titulars                             |
| ----------------------------------------------------------------------- | ------------------------------------ | ------------------------------------ | ------------------------------------ | ------------------------------------ |
| Departament                                                             | 2 de juliol de 2015                  | 6 d'abril de 2016                    | 7 d'abril de 2017                    | 18 de desembre de 2017               |
| Vicepresidència, Innovació, Recerca i Turisme                           | Gabriel Barceló Milta (MÉS)          | Gabriel Barceló Milta (MÉS)          | Gabriel Barceló Milta (MÉS)          | Isabel Busquets Hidalgo (MÉS)        |
| Presidència                                                             | Marc Pons Pons (PSIB-PSOE)           | Pilar Costa i Serra (PSIB-PSOE)      | Pilar Costa i Serra (PSIB-PSOE)      | Pilar Costa i Serra (PSIB-PSOE)      |
| Hisenda i Administracions Públiques                                     | Catalina Cladera Crespí (PSIB-PSOE)  | Catalina Cladera Crespí (PSIB-PSOE)  | Catalina Cladera Crespí (PSIB-PSOE)  | Catalina Cladera Crespí (PSIB-PSOE)  |
| Educació i Universitat                                                  | Martí Xavier March Cerdà (PSIB-PSOE) | Martí Xavier March Cerdà (PSIB-PSOE) | Martí Xavier March Cerdà (PSIB-PSOE) | Martí Xavier March Cerdà (PSIB-PSOE) |
| Serveis Socials i Cooperació                                            | Josefina Santiago Rodríguez (MÉS)    | Josefina Santiago Rodríguez (MÉS)    | Josefina Santiago Rodríguez (MÉS)    | Josefina Santiago Rodríguez (MÉS)    |
| Salut                                                                   | Patrícia Gómez Picard (PSIB-PSOE)    | Patrícia Gómez Picard (PSIB-PSOE)    | Patrícia Gómez Picard (PSIB-PSOE)    | Patrícia Gómez Picard (PSIB-PSOE)    |
| Treball, Comerç i Indústria                                             | Iago Negueruela Vázquez (PSIB-PSOE)  | Iago Negueruela Vázquez (PSIB-PSOE)  | Iago Negueruela Vázquez (PSIB-PSOE)  | Iago Negueruela Vázquez (PSIB-PSOE)  |
| Medi Ambient, Agricultura i Pesca                                       | Vicenç Vidal Matas (MÉS)             | Vicenç Vidal Matas (MÉS)             | Vicenç Vidal Matas (MÉS)             | Vicenç Vidal Matas (MÉS)             |
| Territori, Energia i Mobilitat                                          | Joan Boned Roig (PSIB-PSOE)          | Marc Pons i Pons (PSIB-PSOE)         | Marc Pons i Pons (PSIB-PSOE)         | Marc Pons i Pons (PSIB-PSOE)         |
| Participació, Transparència i Cultura / Cultura, Participació i Esports | Esperança Camps Barber (MpM)         | Ruth Mateu Vinent (Més per Menorca)  | Francesca Tur Riera (MÉS)            | Francesca Tur Riera (MÉS)            |